# Wzrost drobnoustrojów
Wzrost drobnoustrojów (mikroorganizmów) – proces namnażania się i wzrostu komórek drobnoustrojów – bakterii, grzybów lub pierwotniaków. Proces ten może zachodzić, jeśli żywa, zdolna do podziału komórka mikroorganizmu znajdzie się w sprzyjających dla siebie warunkach.
Warunki wzrostu drobnoustrojów są różne dla różnych gatunków. Poszczególne rodzaje mogą rosnąć w warunkach tlenowych (np. Pseudomonas aeruginosa) lub beztlenowych (np. Clostridium tetani), na podłożach bogatych w węglowodany, białka lub tłuszcze, w temperaturach od ok. –5 do ok. +80 °C. Ze względu na ogromną różnorodność tej grupy organizmów oraz wysoką zdolność do adaptacji, można je spotkać niemal w każdym istniejącym na ziemi środowisku.
Podstawową metodą rozmnażania się bakterii jest podział komórki i pączkowanie. Grzyby mogą poza tym rozmnażać się przez fragmentację plechy. W każdym podziale z jednej komórki powstają dwie. Teoretycznie wzrost liczby komórek jest zatem wykładniczy. W praktyce na proces wzrostu mikroorganizmów mają wpływ inne czynniki, takie jak dostępność pożywienia, nagromadzenie się szkodliwych metabolitów i inne.
Drobnoustroje należą do najszybciej namnażających się organizmów. Tu także obserwuje się zróżnicowanie międzygatunkowe – niektóre (np. Escherichia coli) mogą dzielić się co 20-25 min, inne wolniej – co kilka lub kilkanaście godzin.

Krzywa wzrost bakterii (wykres wzrostu bakterii w czasie)

Proces wzrostu drobnoustrojów w czasie można przedstawić za pomocą krzywej wzrostu bakterii. W określonych warunkach hodowli, krzywa wzrostu bakterii jest charakterystyczna dla danego gatunku. Na wykresie można wyróżnić 4 fazy:
1. Faza pierwotnego zahamowania (spoczynkowa, adaptacyjna) – okres początkowy po dostaniu się jednostki tworzącej kolonię (j.t.k.), np. komórki bakteryjnej, do nowego środowiska. W tej fazie komórki nie dzielą się; zachodzi adaptacja do nowych warunków środowiska. W zależności od rodzaju bakterii może trwać kilka do kilkunastu godzin.
2. Faza wzrostu wykładniczego (intensywnego wzrostu) – liczba komórek gwałtownie rośnie, zachodzą intensywne podziały. Faza ta jest nazywana trofofazą.
3. Faza równowagi – dochodzi do zrównania się w przybliżeniu liczby komórek tworzących się i obumierających w danej chwili. Faza ta następuje gdy zaczynają się wyczerpywać źródła pokarmu i/lub stężenie produktów przemiany materii wzrasta do poziomu szkodliwego dla samych bakterii. Dla większości gatunków faza ta następuje po osiągnięciu stężenia komórek bakteryjnych na poziomie ok. {\displaystyle 10^{7}} – {\displaystyle 10^{8}} j.t.k./ml (cfu/ml). W czasie trwania fazy równowagi drobnoustroje zaczynają produkować wtórne produkty przemiany materii, substancje charakterystyczne dla danego gatunku. Etap ten nazywa się czasem idiofazą.
4. Faza wymierania (spadkowa) – dominują procesy obumierania komórek, bakterie wytwarzają formy inwolucyjne (zmienia się kształt komórek). Drobnoustroje przetrwalnikowe intensywnie wytwarzają przetrwalniki. W niektórych przypadkach, w podłożach płynnych, można mówić o samowyjałowianiu się środowiska.

Drobnoustroje w zależności od swojej budowy i zdolności wykorzystania tlenu wzrastają w podłożach płynnych na różne sposoby. Typy wzrostu, obok morfologii kolonii i innych własności bakterii, stanowią ważną cechę diagnostyczną umożliwiającą identyfikację gatunku. Wzrost w dużej mierze zależy od natlenienia podłoża (hodowla mikroorganizmów beztlenowych wymaga innych warunków), pH i napięcia powierzchniowego. Typy wzrostu w podłożu płynnym:
- wzrost dyfuzyjny – w całej objętości podłoża. wykazują go drobnoustroje urzęsione (z możliwością ruchu), będące względnymi beztlenowcami (mogące żyć zarówno w atmosferze tlenowej, jak i beztlenowej).
- wzrost w dolnej części podłoża
  - wzrost dyfuzyjny w dolnej części podłoża – drobnoustroje preferujące mniejsze stężenie tlenu, urzęsione
  - wzrost w postaci osadu na dnie – drobnoustroje po podziale pozostające w agregatach
- wzrost w postaci błonki lub kożuszka na powierzchni podłoża – drobnoustroje tlenowe